# Josef Wenzl
Josef Wenzl (20 december 1984) is een Duitse langlaufer die gespecialiseerd is in de sprint.
Hij behaalde zijn eerste wereldbekerzege in het seizoen 2007/2008 door in de sprintwedstrijd (vrije stijl) in Düsseldorf alle gevestigde namen te kloppen.
Wenzl nam in 2007 namens Duitsland deel aan de Wereldkampioenschappen langlaufen en behaalde daar een 15de plaats bij de sprint in klassieke stijl.

## Belangrijkste resultaten

### Wereldkampioenschappen –23
| Jaar | Plaats | Resultaten           |
| ---- | ------ | -------------------- |
| 2006 | Kranj  | sprint (vrije stijl) |

### Wereldkampioenschappen
| Jaar | Plaats  | Resultaten                    |
| ---- | ------- | ----------------------------- |
| 2007 | Sapporo | 15de sprint (klassieke stijl) |